# Gare de Sévérac-le-Château
Gare de Sévérac-le-Château – stacja kolejowa w Sévérac-le-Château, w departamencie Aveyron, w regionie Oksytania, we Francji. Obecnie jest zarządzana przez SNCF (budynek dworca) i przez RFF (infrastruktura).
Została otwarta w 1880 r. przez Compagnie des chemins de fer du Midi et du Canal latéral à la Garonne.
Stacja jest obsługiwana przez pociągi Intercités, TER Midi-Pyrénées i TER Languedoc-Roussillon oraz pociągi towarowe Fret SNCF.

## Położenie
Stacja znajduje się na linii Béziers – Neussargues, w km 579,559, pomiędzy stacjami Millau i Campagnac - Saint-Geniez, na wysokości 670 m n.p.m.

## Linie kolejowe
- Béziers – Neussargues
- Sévérac-le-Château – Rodez